# Erytus persicus
Erytus persicus är en skalbaggsart som beskrevs av Rudolph Petrovitz 1961. Erytus persicus ingår i släktet Erytus och familjen Aphodiidae. Inga underarter finns listade i Catalogue of Life.